# Blossia pringlei
Espèce
Synonymes
- Blossiola pringlei Lamoral, 1974

Blossia pringlei est une espèce de solifuges de la famille des Daesiidae.

## Distribution
Cette espèce est endémique d'Afrique du Sud. Elle se rencontre vers Upington.

## Publication originale
- Lamoral, 1974 : Blossiola pringlei, a new solifuge from the northern Cape Province of South Africa (Daesiidae: Solifugae). Annals of the Natal Museum, vol. 22, no 1, p. 265-269.